# بتانیا (انتیوکیا)
بتانیا (انگلیسی: Betania, Antioquia) نام شهری در کشور کلمبیا است.